# Třeboň
Třeboň (in tedesco Wittingau) è una città della Repubblica Ceca facente parte del distretto di Jindřichův Hradec, in Boemia Meridionale. È sede del birrificio Regent.

## Monumenti e luoghi d'interesse
- Castello di Třeboň. Il castello rinascimentale di Třeboň[3] venne edificato nel XVI secolo, all'epoca degli ultimi Přemyslidi, sul luogo di una precedente fortezza medievale. Fin dagli inizi appartenne alla nobile famiglia Rosenberg.  Particolare importanza ebbe il castello al tempo di Wilhelm von Rosenberg, nella seconda metà del XVI secolo, quando nel castello soggiornarono, tra gli altri, gli alchimisti inglesi John Dee e Edward Kelley. Dopo la guerra dei trent'anni il castello divenne proprietà degli Schwarzenberg, per quasi trecento anni. Gli interni storici mostrano allestimenti che celebrano le due nobili famiglie che abitarono il castello. L'originale giardino rinascimentale venne trasformato, nel XIX secolo, in un parco all'inglese. Il collegamento ferroviario espresso tra Praga e Vienna passava attraverso la città di Třeboň. Il presidente Tomáš Masaryk visitò ufficialmente la città due volte in treno, nel 1919 e nel 1925.[4]

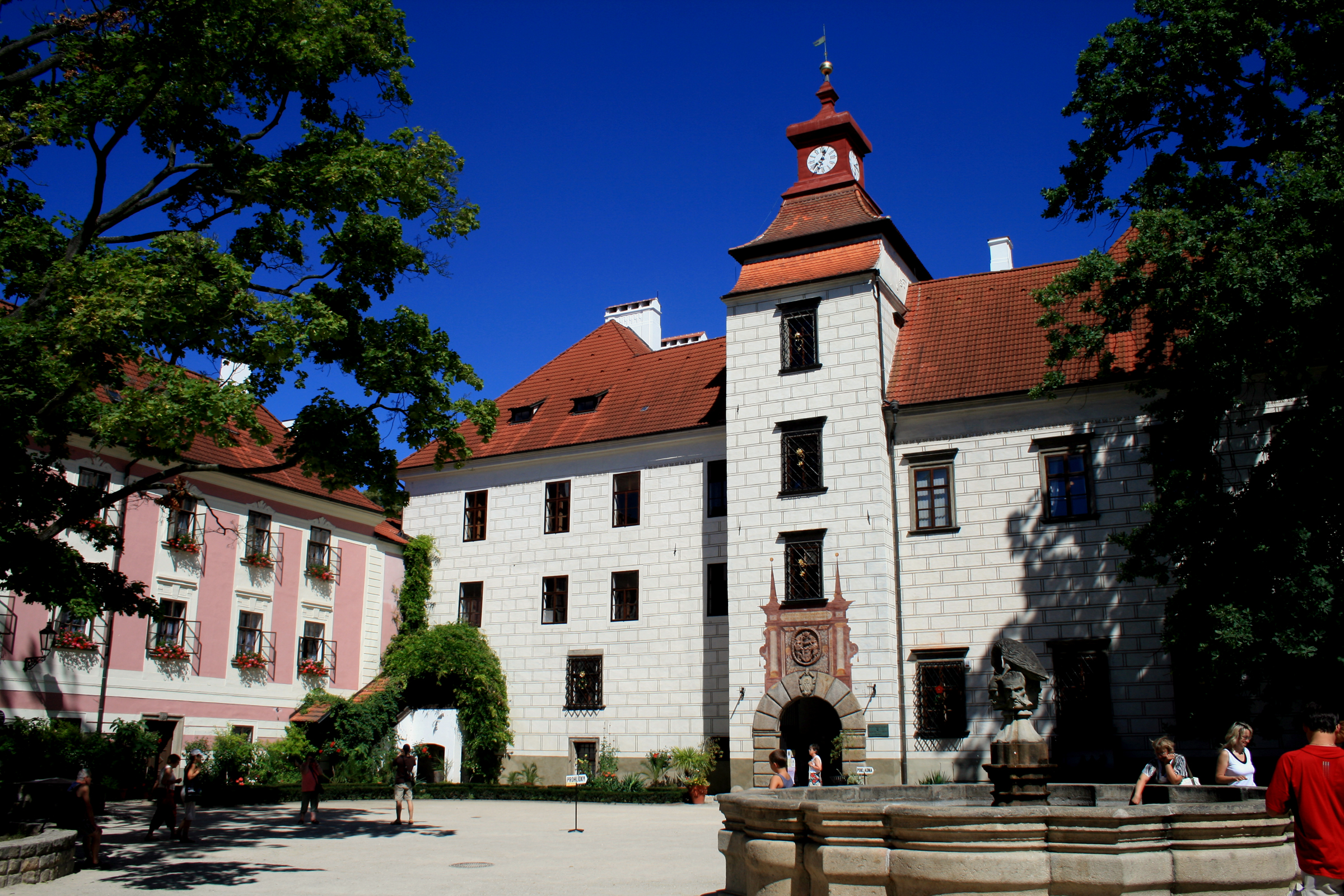
Il castello di Třeboň
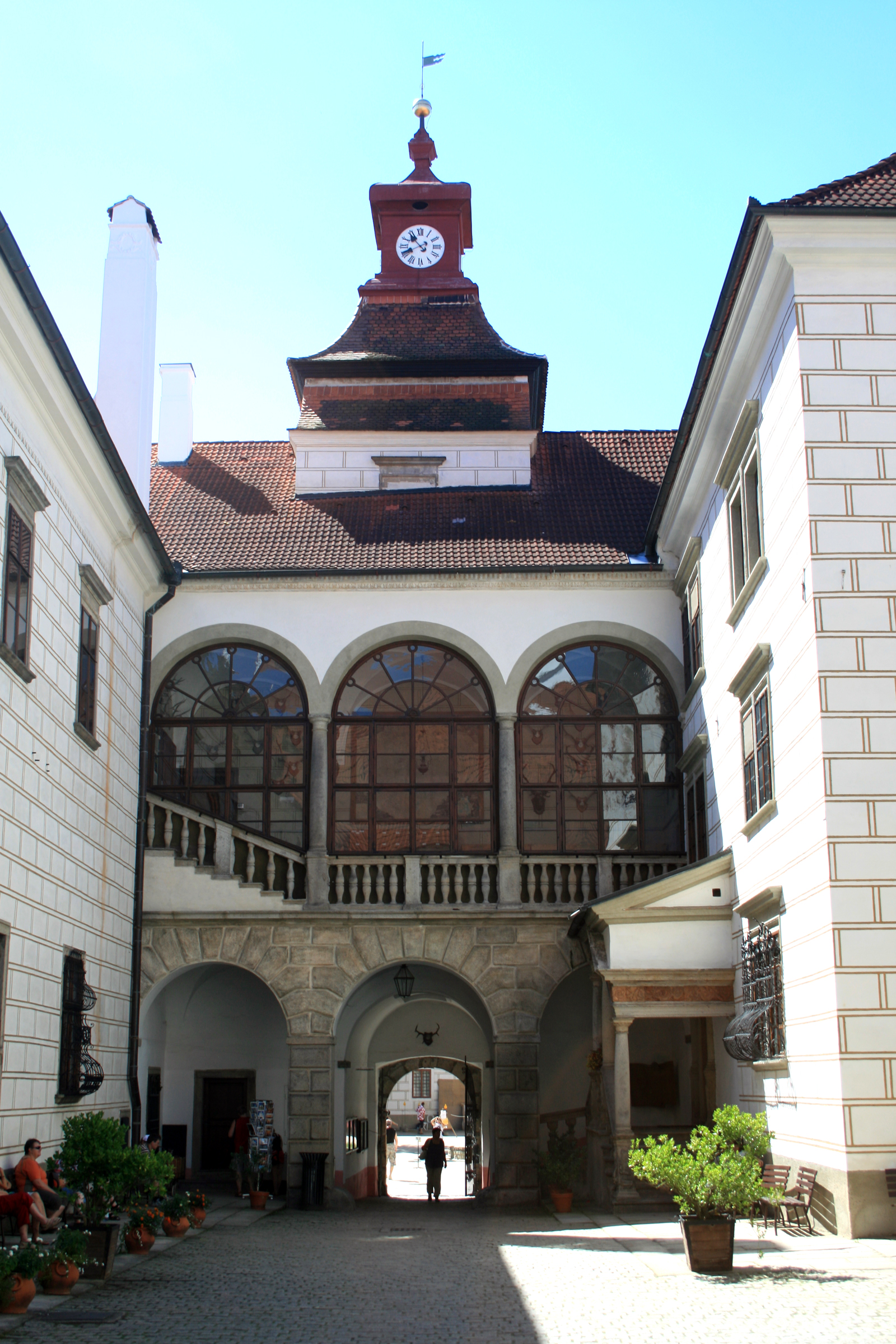
Cortile interno
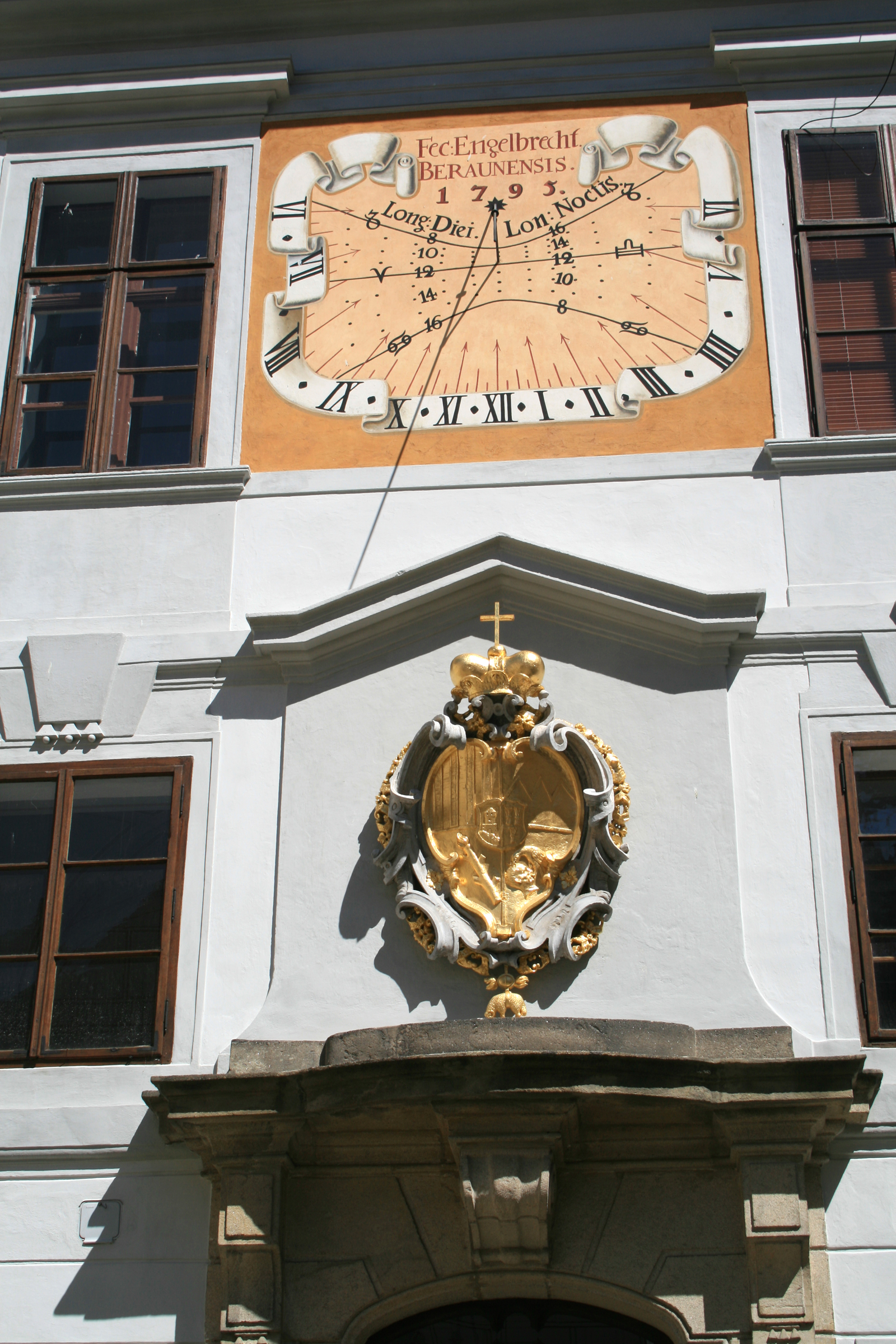
Meridiana sulla facciata
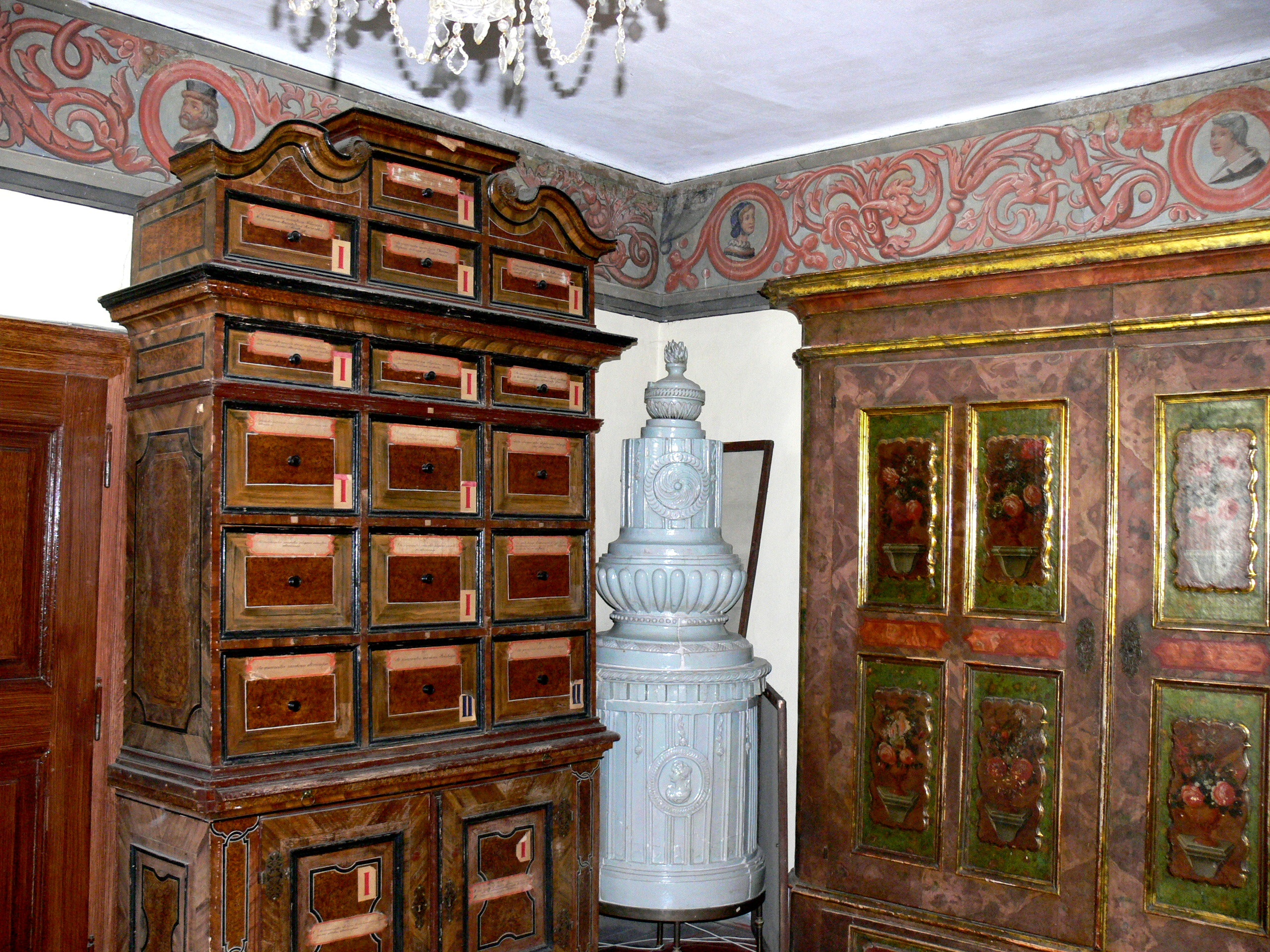
Archivio del castello

- Il lago Svět e la tomba Schwarzenberg. Nelle vicinanze di Třeboň si trova il lago Svět ('Il mondo'), un ampio stagno creato artificialmente nel XVI secolo al fine di garantire cibo alle popolazioni locali tramite l'attività della pesca. Sulla riva del lago (in realtà in comune di Domanín) si trova la tomba di famiglia degli Schwarzenberg, edificata in stile neogotico - negli anni Settanta del XIX secolo - dagli architetti Friedrich von Schmidt e Damasius Deworetzky.

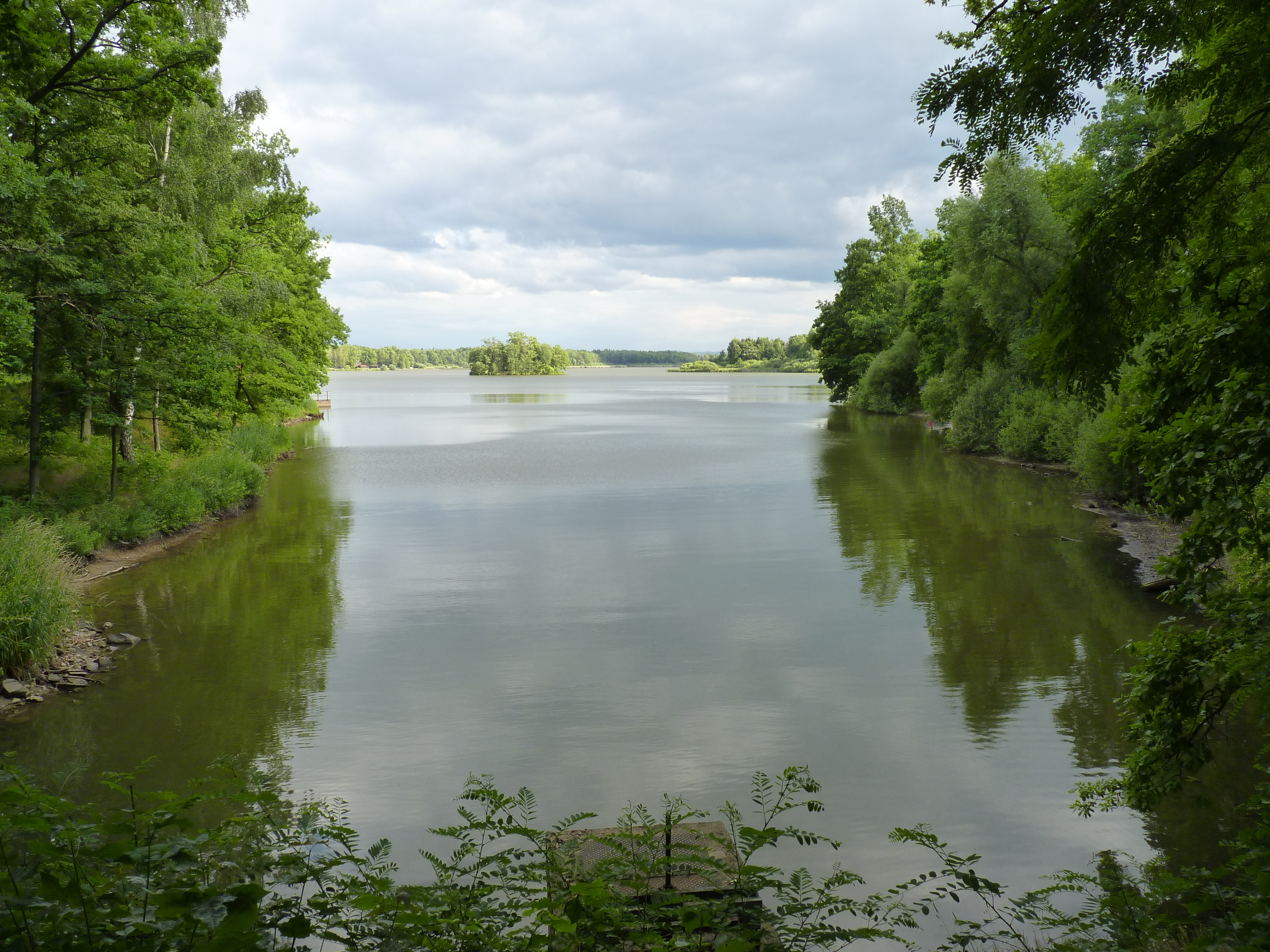
Il lago
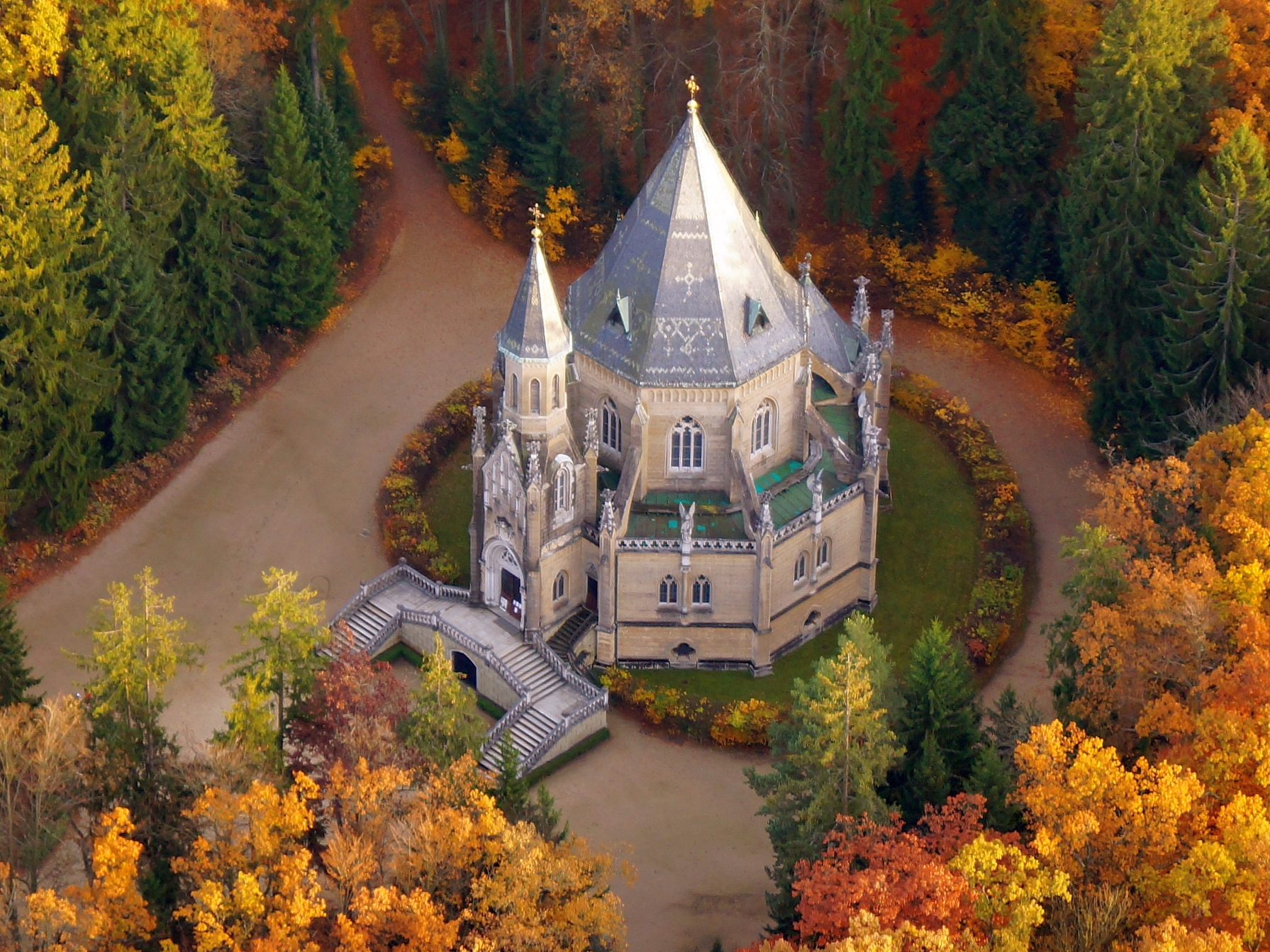
La tomba Schwarzenberg
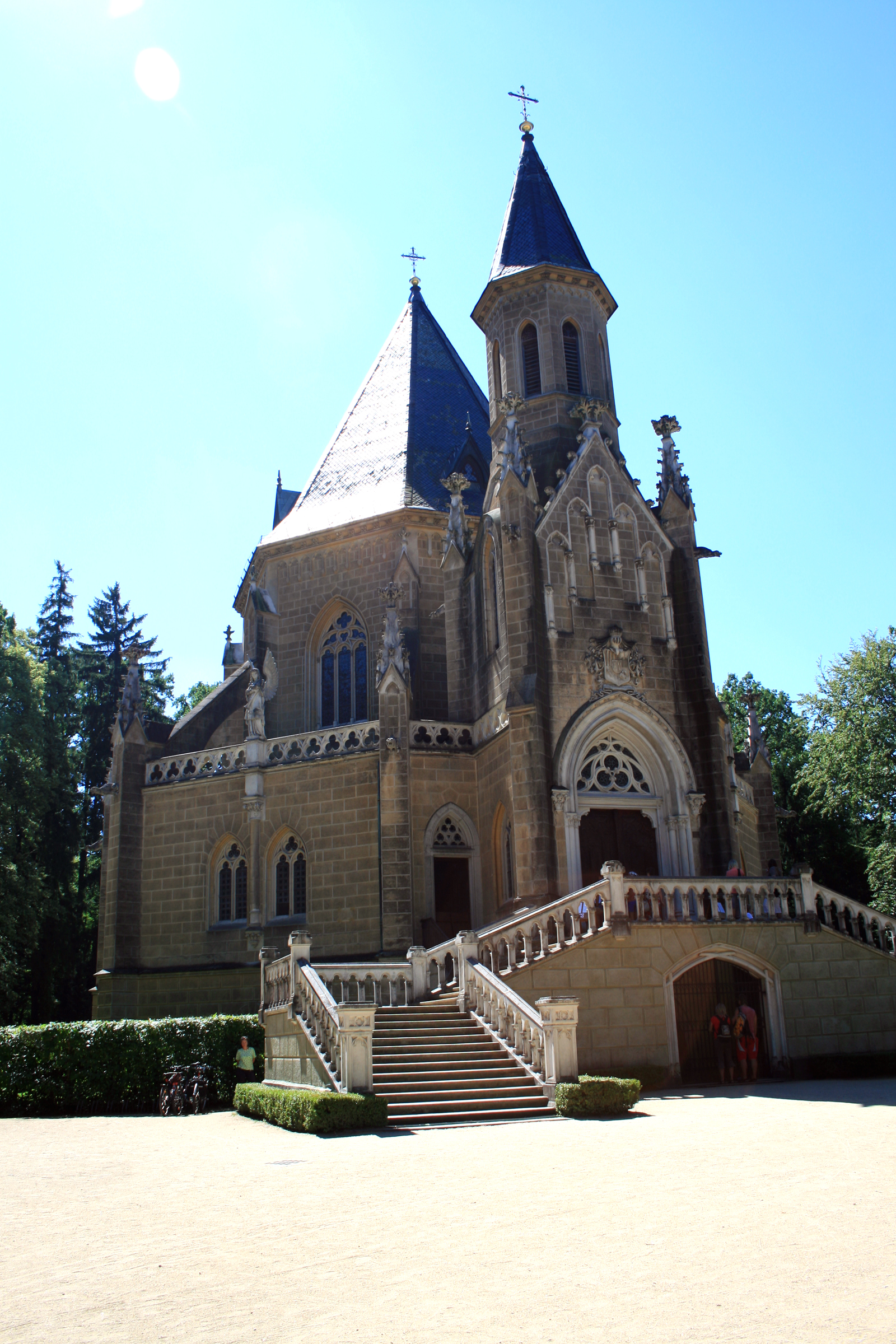
Facciata
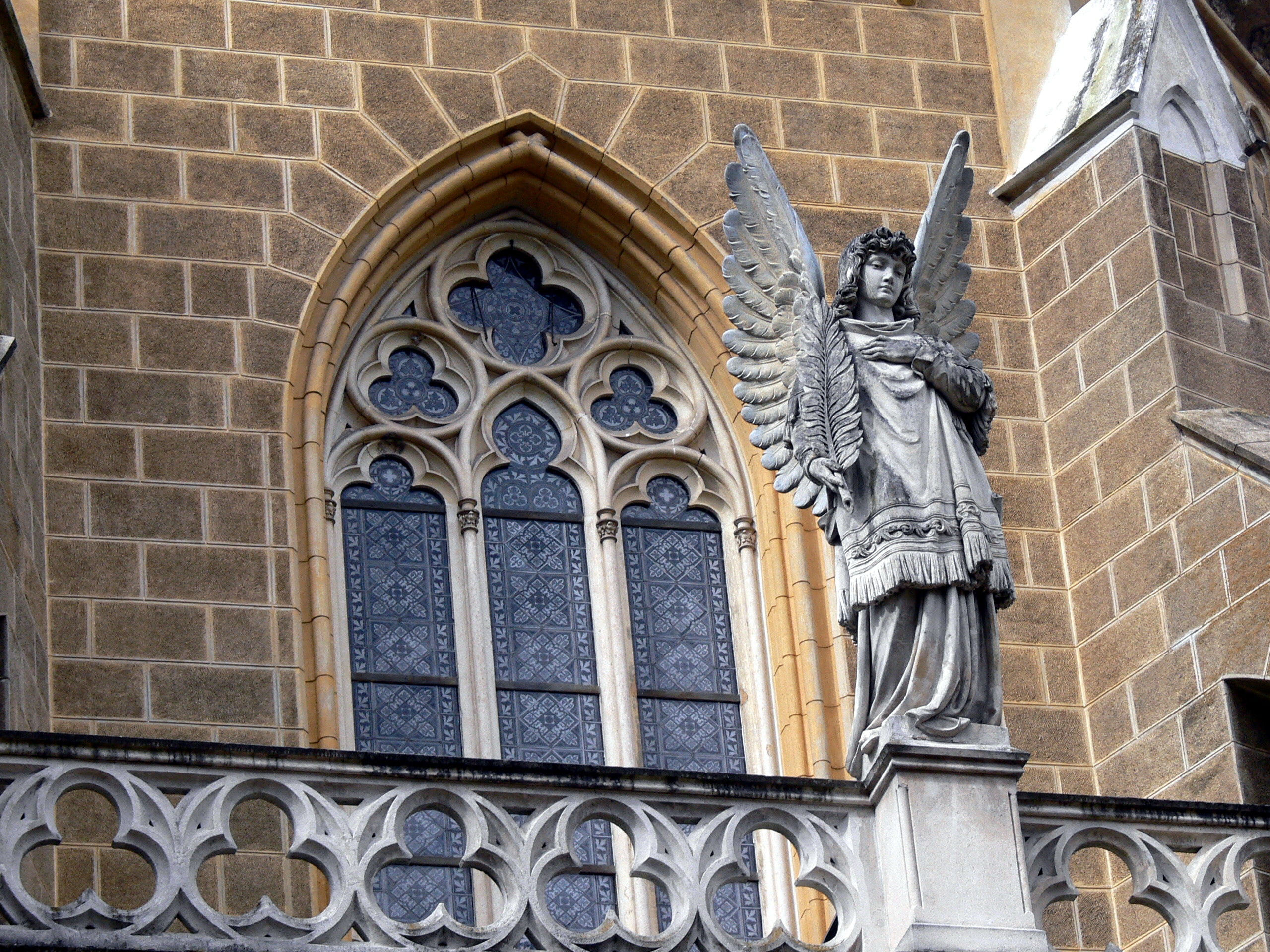
Angelo sulla facciata
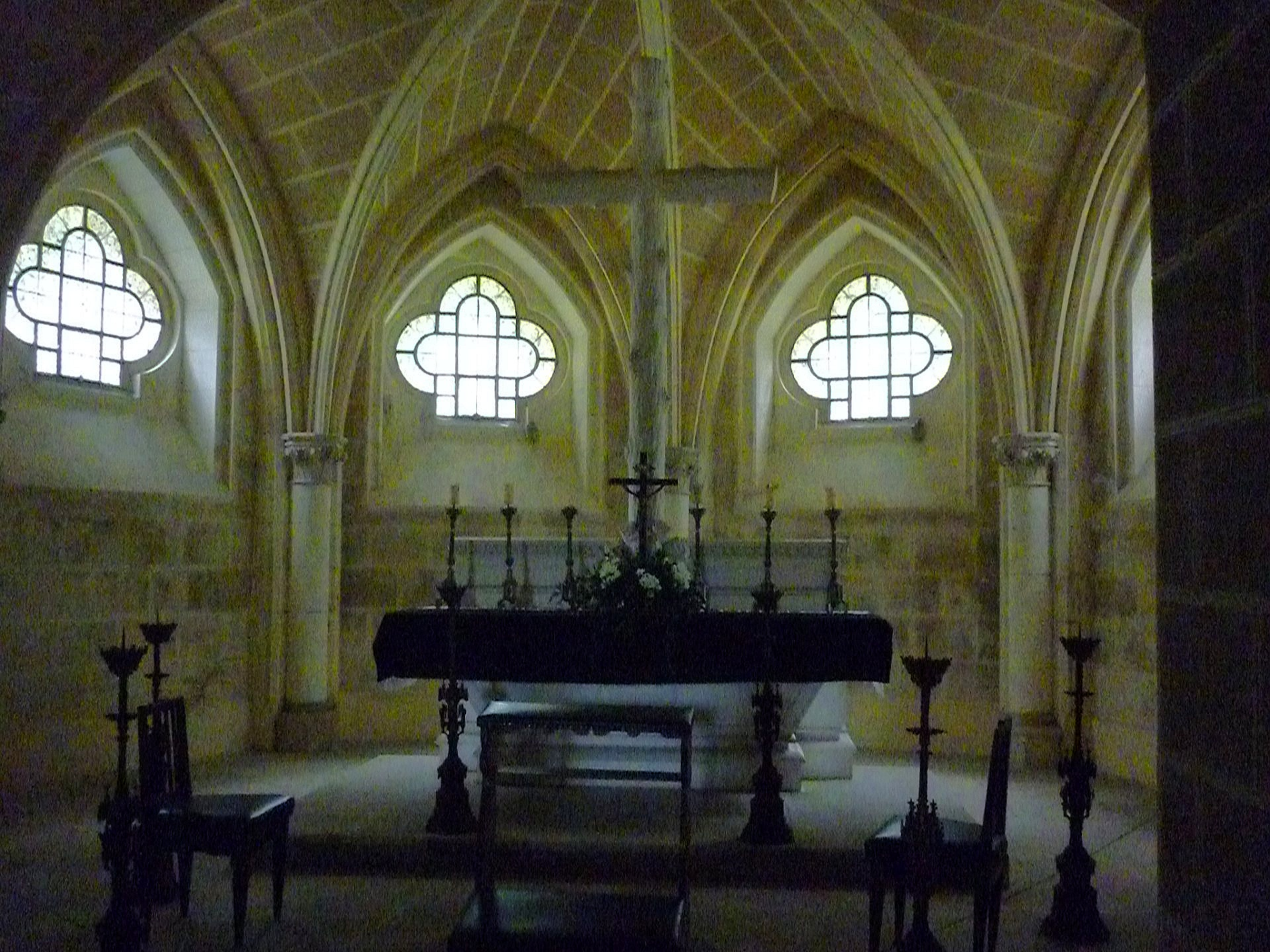
Altare della cripta
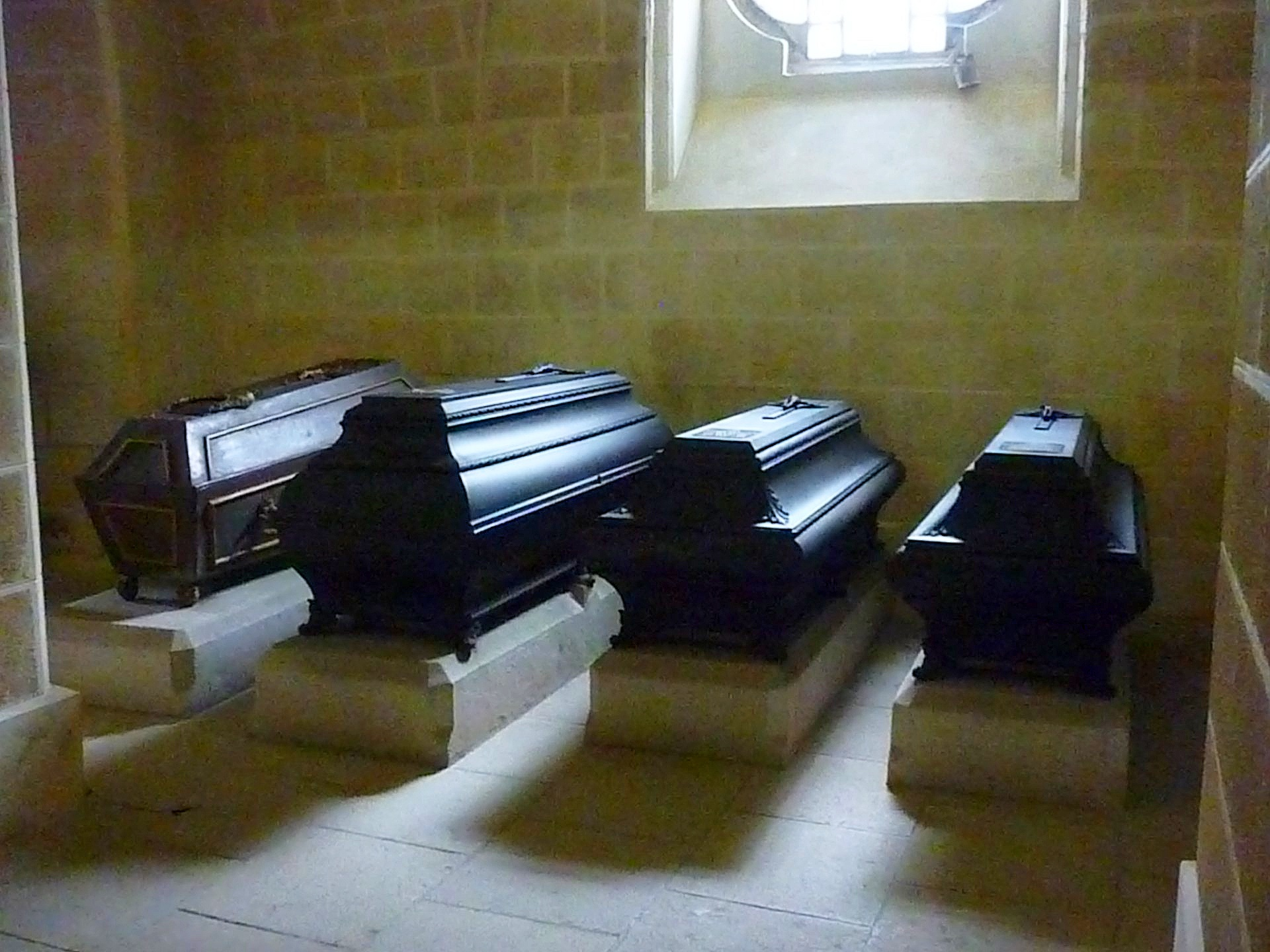
Feretri

## Amministrazione
La città è gemellata con:
- Freyung
- Schrems
- Interlaken
- Utena